# Вулиця Руданського (Львів)
Ву́лиця Руданського — одна з центральних вулиць міста Львова у Галицькому районі. Сполучає вулицю Вороного з проспектом Шевченка. Початок нумерації будинків ведеться від будинку на проспекті Шевченка, 6. 

## Історія
Вулиця утворилася, в результаті подальшої забудови за готелем «De Russie», побудованого у 1812 році Жоржем Гоффманом. У 1900 році вулиця мала назву  — вулиця Танської, на честь польського прозаїка, перекладача та дитячої письменниці Клементини Танської. Тоді то була просто вузька вуличка для піших прогулянок, яка сполучала вулиці Академічну та Круту між собою.
Під час німецької окупації, у листопаді 1941 року була перейменована на Гоервеґґассе, а в липні 1944 року їй було повернено довоєнну назву. В жовтні 1945 року вулиця отримала назву Готельна, завдяки безпосередній близькості до готелю «Інтурист» (у 1945—1990 роках назва готелю «Жорж»), а в грудні цього ж року вулиці черговий раз повернено довоєнну назву. У 1946 році чергове перейменування і вулиця отримує свою сучасну назву — вулиця Степана Руданського, на пошану українського поета, перекладача Степана Руданського.

## Забудова
№ 1 — у 1901—1939 роках будинок займала «Польська книгарня» Бернарда Полонецького. У радянські часи в будинку діяла кав'ярня, де полюбляли збиратися львівські музиканти та магазин «Продукти». Нині приміщення займають — заклад харчування мережі бістро «Смачні сезони», салон мобільного зв'язку «Мобакс» та клуб «Rafinad People Tusa Bar». У лютому-травні 2022 року, за програмою співфінансування реставрації історичних дверей та брам, фахівцями була відреставрована вхідна брама будинку.
№ 3 — кам'яниця споруджена у 1900 році за проєктом львівського архітектора Альфреда Захаревича у стилі сецесії. Нині цей будинок займають — офіс Головного управління Державної міграційної служби у Львівській області та салон краси «Модна лінія». Будинок внесений до Реєстру пам'яток архітектури місцевого значення під охоронним № 258-м.
№ 5 — цю адресу наприкінці 1940-х років мала артіль «Косметична культура» львівської Облхімхарчпромспілки.